# Kryptolebias marmoratus
Kryptolebias marmoratus, conosciuto comunemente come  Killifish delle mangrovie, è un piccolo pesce d'acqua dolce appartenente alla famiglia Aplocheilidae.

## Distribuzione e habitat
Questa specie è endemica della coste atlantiche del centro-Sud America, dalla Florida al Brasile. Vive nelle paludi salate di mangrovia della Florida, dell'America Latina e dei Caraibi, in acque a basso contenuto d'ossigeno, ma può vivere anche mesi fuori dall'acqua riparandosi fra rami marci e tronchi o in tane di insetti.

## Descrizione
Presenta un corpo allungato, poco compresso ai fianchi, con pinne piccole e tondeggianti. Gli occhi sono grandi. La livrea è semplice, con un fondo color sabbia sopra il quale compaiono macchie marmorizzate brune, oltre a due ocelli neri, peraltro non sempre visibili. 

Raggiunge una lunghezza massima di 7,5 cm.

## Riproduzione
Possono essere maschi o ermafroditi, sembra non esistano femmine. Solo circa il 5% nasce maschio - dopo tre o quattro anni circa il 60% degli ermafroditi si trasforma in maschio perdendo la struttura femminile. La percentuale di maschi dipende dalla temperatura dell'ambiente, sotto i 20 °C la maggioranza della popolazione è maschile, sopra i 25 °C sono tutti ermafroditi. È l'unico vertebrato attualmente conosciuto capace di auto-riprodursi.

## Alimentazione
K. marmoratus si nutre di insetti, policheti e piccoli crostacei (anfipodi, copepodi, ostracodi e isopodi).

## Acquariofilia
Conosciuti tra gli allevatori appassionati, è allevabile in cattività ma occorre prestare attenzione alle esigenze biologiche di questa specie particolare.

## Fonti
- (EN) Gimenez Dixon, M, Kryptolebias marmoratus, su IUCN Red List of Threatened Species, Versione 2020.2, IUCN, 2020.
- (EN) Kryptolebias marmoratus, su FishBase. URL consultato il 28/05/2012.